# Lista de deputados estaduais do Piauí da 4.ª legislatura
Esta é a lista de deputados estaduais do Piauí para a legislatura 1959–1963.

## Composição das bancadas
| Partido | Líder                  | Bancada | Posição      |
| ------- | ---------------------- | ------- | ------------ |
| PSD     | João Clímaco d'Almeida | 13 / 32 | Oposição     |
| UDN     | Helvídio Nunes         | 9 / 32  | Governo      |
| PTB     | Alberto Luz            | 7 / 32  | Governo      |
| PSP     | Lourenço Mourão        | 3 / 32  | Independente |

## Deputados estaduais
Estavam em jogo 32 assentos na Assembleia Legislativa do Piauí.
| Número | Deputados estaduais eleitos   | Partido | Votação | Percentual | Cidade onde nasceu  | Unidade federativa |
| 41943  | João Clímaco d'Almeida        | PSD     | 5.143   |            | Teresina            | Piauí              |
| 22892  | Helvídio Nunes                | UDN     | 4.881   |            | Picos               | Piauí              |
| 46658  | Cândido Fernandes de Oliveira | PSP     | 4.697   |            | Cocal               | Piauí              |
| 41775  | Antônio Barroso de Carvalho   | PSD     | 4.644   |            | Pedro II            | Piauí              |
| 41175  | Antônio Gaioso                | PSD     | 4.176   |            | Teresina            | Piauí              |
| 41869  | Benoni Portela Leal           | PSD     | 4.106   |            | Canto do Buriti     | Piauí              |
| 41270  | Manoel Dias                   | PSD     | 4.076   |            | São Raimundo Nonato | Piauí              |
| 46282  | Lourenço Mourão               | PSP     | 3.955   |            | Teresina            | Piauí              |
| 14459  | Alberto Luz                   | PTB     | 3.839   |            | Jaicós              | Piauí              |
| 41182  | Alfredo Nunes                 | PSD     | 3.831   |            | Regeneração         | Piauí              |
| 22222  | Djalma Veloso                 | UDN     | 3.801   |            | Valença do Piauí    | Piauí              |
| 41681  | Clóvis Melo                   | PSD     | 3.793   |            | Paulistana          | Piauí              |
| 14261  | João Pinga                    | PTB     | 3.701   |            | Santana do Cariri   | Piauí              |
| 41715  | Sebastião Leal                | PSD     | 3.650   |            | Uruçuí              | Piauí              |
| 41436  | Humberto Silveira             | PSD     | 3.627   |            | Jaicós              | Piauí              |
| 22638  | Raimundo Vaz da Costa Neto    | UDN     | 3.618   |            | Simões              | Piauí              |
| 22845  | José Ferreira de Alencar Mota | UDN     | 3.600   |            | Pio IX              | Piauí              |
| 22496  | Paulo Ferraz                  | UDN     | 3.596   |            | Teresina            | Piauí              |
| 41262  | Aristeu Tupinambá Rodrigues   | PSD     | 3.592   |            | Luzilândia          | Piauí              |
| 41568  | Constantino Pereira           | PSD     | 3.574   |            | Pedro Laurentino    | Piauí              |
| 22547  | Deusdedit Cavalcanti          | UDN     | 3.559   |            | Paulistana          | Piauí              |
| 41902  | Abdon Portela Nunes           | PSD     | 3.535   |            | Valença do Piauí    | Piauí              |
| 41860  | Waldeck Bona                  | PSD     | 3.528   |            | Campo Maior         | Piauí              |
| 22932  | Milton Aguiar                 | UDN     | 3.449   |            | Teresina            | Piauí              |
| 22942  | Nazareno Araújo               | UDN     | 3.285   |            | Floriano            | Piauí              |
| 14433  | Tiago José da Silva           | PTB     | 3.258   |            | Regeneração         | Piauí              |
| 22231  | Orlando Barbosa de Carvalho   | UDN     | 3.242   |            | Amarante            | Piauí              |
| 14515  | José Carvalho do Bonfim       | PTB     | 3.130   |            | Palmeirais          | Piauí              |
| 14960  | Nogueira Lima                 | PTB     | 2.903   |            | Piauí               | Piauí              |
| 14407  | Filadelfo Freire de Castro    | PTB     | 2.828   |            | Nova Iorque         | Maranhão           |
| 46619  | Alberto Monteiro              | PSP     | 2.786   |            | Picos               | Piauí              |
| 14851  | Álvaro de Carvalho Melo       | PTB     | 2.716   |            | Alto Longá          | Piauí              |